# Manuel Hoyuela
Manuel Hoyuela y Gómez (7 de mayo de 1865 - 11 de febrero de 1933) fue un abogado y político español de la Restauración.

## Biografía
Fue elegido senador por la Sociedad Económica de Sevilla en 1914.
Ocupó el cargo de alcalde de Sevilla. Miembro del Partido Liberal, fue elegido diputado a Cortes por el distrito de Morón de la Frontera en las elecciones de 1918 (3750 votos), 1919 (3587 votos), 1920 (3750 votos) y 1923 (4901 votos).
Falleció el sábado 11 de febrero de 1933.